# Peter Altenberg

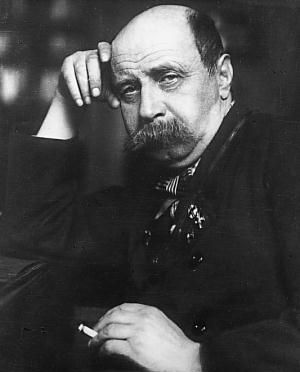
Peter Altenberg, 1907.

Peter Altenberg (né Richard Engländer le 9 mars 1859 à Vienne - décédé le 8 janvier 1919 à Vienne) est un écrivain autrichien.

## Biographie
Issu d'une famille de commerçants austro-hongrois de confession juive, il étudie le droit et la médecine, travaille comme libraire, puis écrivain. Il est une figure centrale de la bohème viennoise du fin de siècle et de l'écriture impressionniste à Vienne. Il écrit des esquisses en une prose nerveuse, perceptive de la vie quotidienne, aussi des aphorismes moralistes.
En France, son écriture est découverte par Karl Boès à travers la revue La Plume dès 1902.

## Œuvres

### Non traduites
- Wie ich es sehe, 1896
- Ashantee, 1897
- Was der Tag mir zuträgt, 1901
- Prodromos, 1906
- Märchen des Lebens, 1908
- Bilderbögen des kleinen Lebens, 1909
- Neues Altes
- Semmering 1912, 1913
- Fechsung, 1915
- Nachfechsung, 1916
- Vita ipsa, 1918
- Mein Lebensabend, 1919
- Der Nachlass (publié par Alfred Polgar), 1925
- Nachlese (publié par la sœur de Peter Altenberg, Marie Mauthner), 1930

### Traductions françaises
- Poison, trad. A. Basler et R. Meunier, dans La Plume, janvier à juin 1902, p. 470s. en ligne
- Extrait du Journal de la Noble Miss Madrilène, trad. A. Basler et R. Meunier, dans La Plume, janvier à juin 1902, p 537-541 en ligne
- Révolutionnaire, trad. Henry Vernot, dans La Revue blanche, janvier à avril 1902, p. 168-184 en ligne
- Au Volksgarten, Scène nocturne, La branche d'aubépine, Flirt, Aphorismes, traduit par Marc Henry et J.G.-Prod'homme, dans Les Soirées de Paris, no. 12/13 1913, p. 18-23 en ligne
- Télégrammes de l'Ame, trad. C. Krahmer et J. Heisbourg, Editions de l'Aire, 1980
- Esquisses viennoises, traduit par Miguel Couffon, Pandora, Aix-en-Provence, 1982
- Nouvelles esquisses viennoises, traduit par Miguel Couffon, Actes Sud, 1984
- Ma vie en éclats, trad. Alfred Eibel, le Temps qu'il fait, Cognac, 1989
- Achanti, trad. Miguel Couffon, Éd. Caractères, Paris, 2002

### Bibliographie

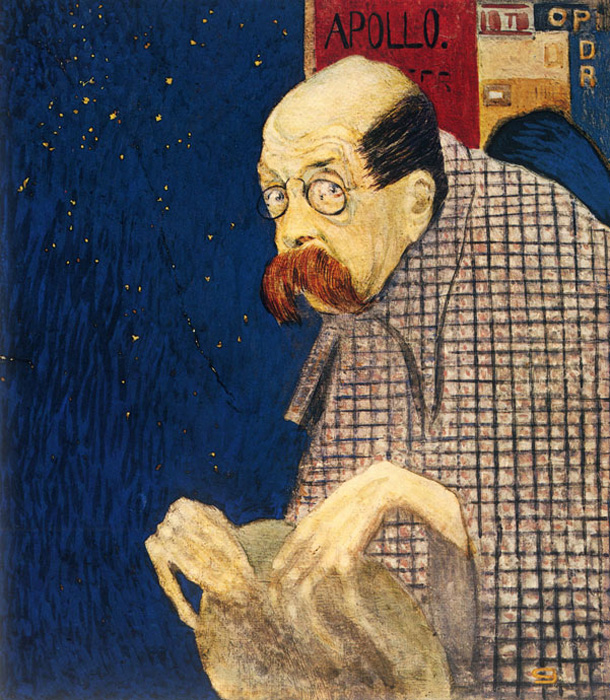
Portrait de Peter Altenberg par Gustav Jagerspacher, 1909.

## Annexe